# Acalolepta degeneroides
Acalolepta degeneroides là một loài bọ cánh cứng trong họ Cerambycidae.